# Уговор између Бугарске и Дубровника
Уговор између Бугарске и Дубровника (лат. Ragusini foеdus jungunt cum Michael Asen, Bulgarorum imperatore, contra Stephanum Uroš Serbiae regem) је једини сачувани средњовековни међународни уговор Бугарске у целости.
Склопљен је 15. јуна 1253. године (Видовдан) у Дубровнику. Састављен је на ћирилици у два примерка — Словенска канцеларија.
Чува се у дубровачком архиву. Споразум је усмерен против краља Уроша, његовог брата, рода и свих који живе у његовом краљевству.
Ако Дубровник успе да освоји део Рашке земље, дужан је да га преда Бугарској, осим земаља предака. Уговором су наведена и изузетно добро описана имања дубровачке општине на обали и на копну.
Уговор садржи одредбе о трговински односи; статусу трговаца; соли извучене између Дрима и Неретве /половина прихода од продаје рашки људи/. Уговор садржи изузетно сигуран и прецизан порез на уговор прије 15 година између Краљевине и Дубровника, тј. од 1238 године.
Нема извештаја о његовом спровођењу, осим извештаја о походу Михајло II Асена у Србији следеће године.
По свему судећи, уговор су тада диктирали саси у Брскову, с циљем развоја рудника сребра и издавања новаца — брсковски динар.

## Види jош
- Опсада Дубровника (998)
- Дубровачка повеља
- Дубровачки трговци у бугарским земљама